# Liste von Persönlichkeiten der Stadt Jaroslawl
Die Liste von Persönlichkeiten der Stadt Jaroslawl enthält die in der russischen Stadt Jaroslawl geborene und verstorbene Persönlichkeiten sowie solche, die in Jaroslawl gewirkt haben, dabei jedoch andernorts geboren wurden. Die Liste erhebt keinen Anspruch auf Vollständigkeit.

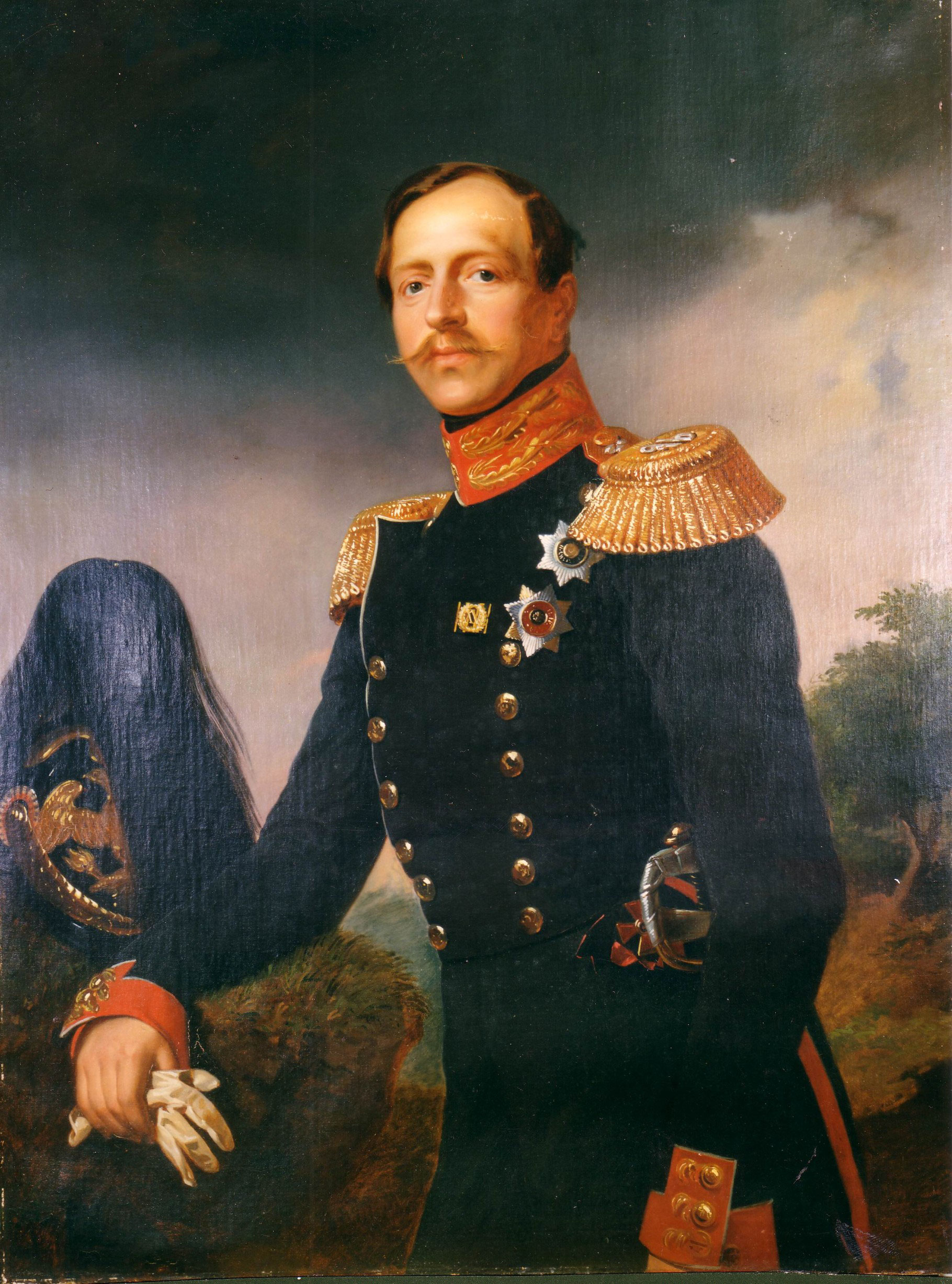
Peter von Oldenburg
(1812–1881)

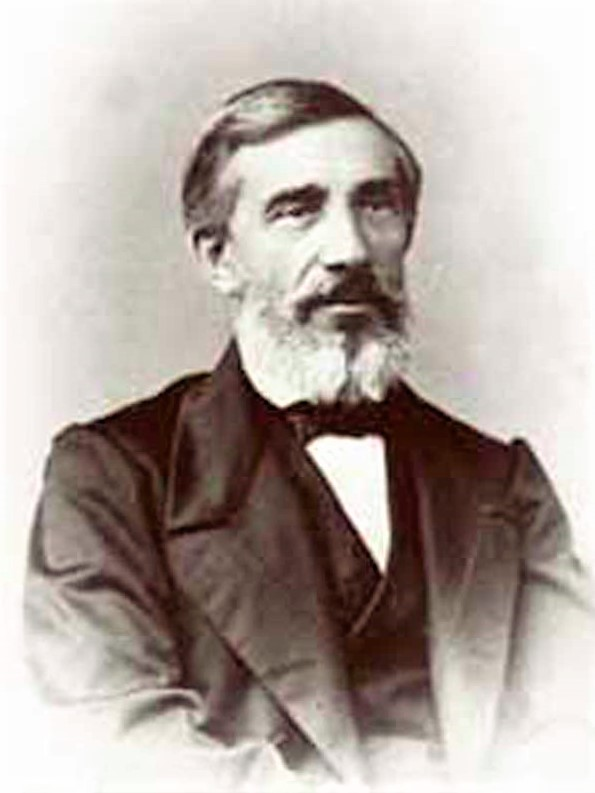
Ismail Sresnewski
(1812–1880)

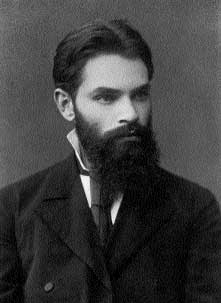
Alexander Ljapunow
(1857–1918)

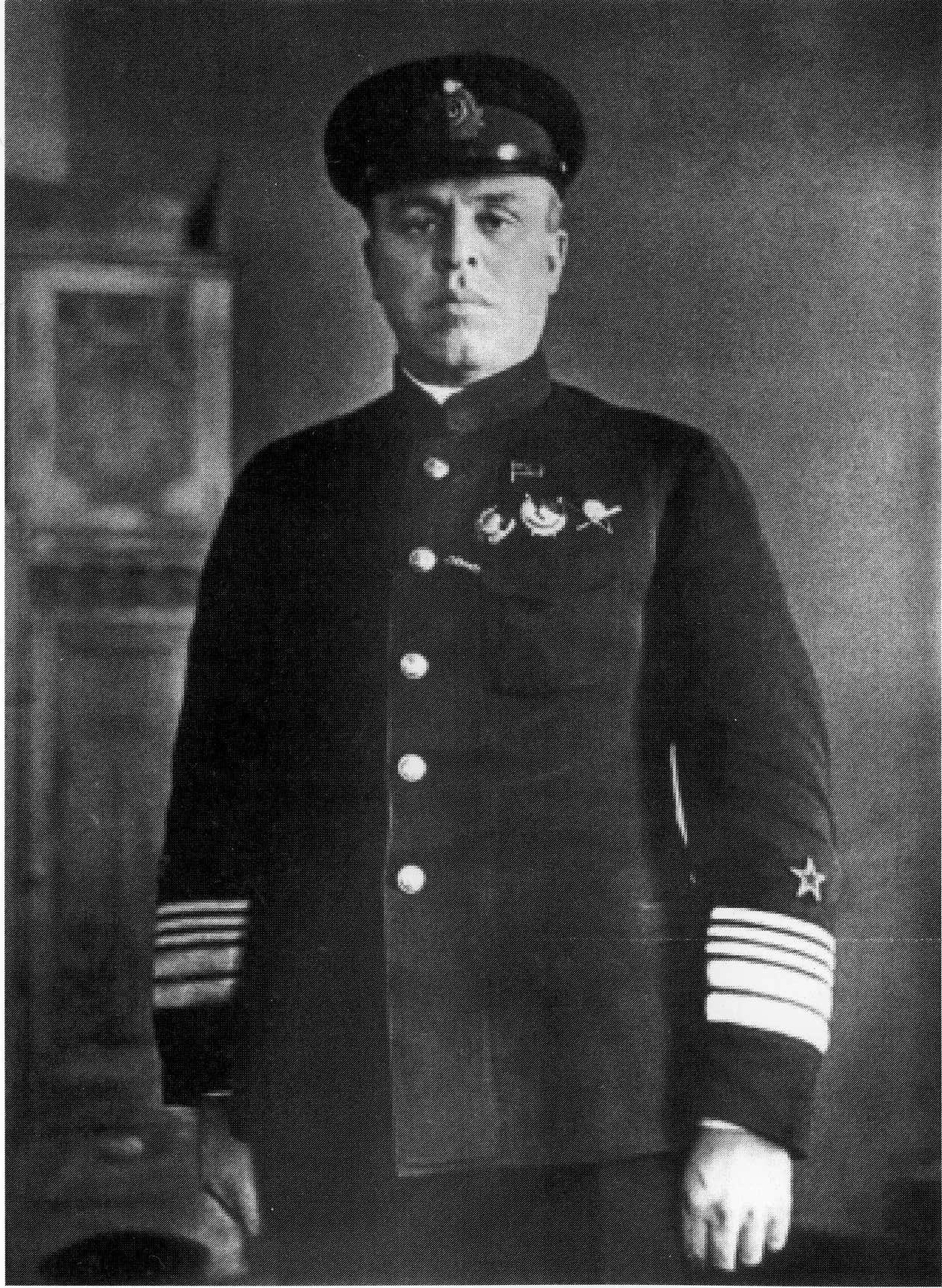
Michail Wiktorow
(1892–1938)

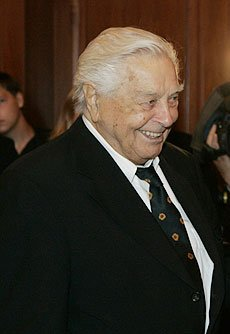
Juri Ljubimow
(1917–2014)

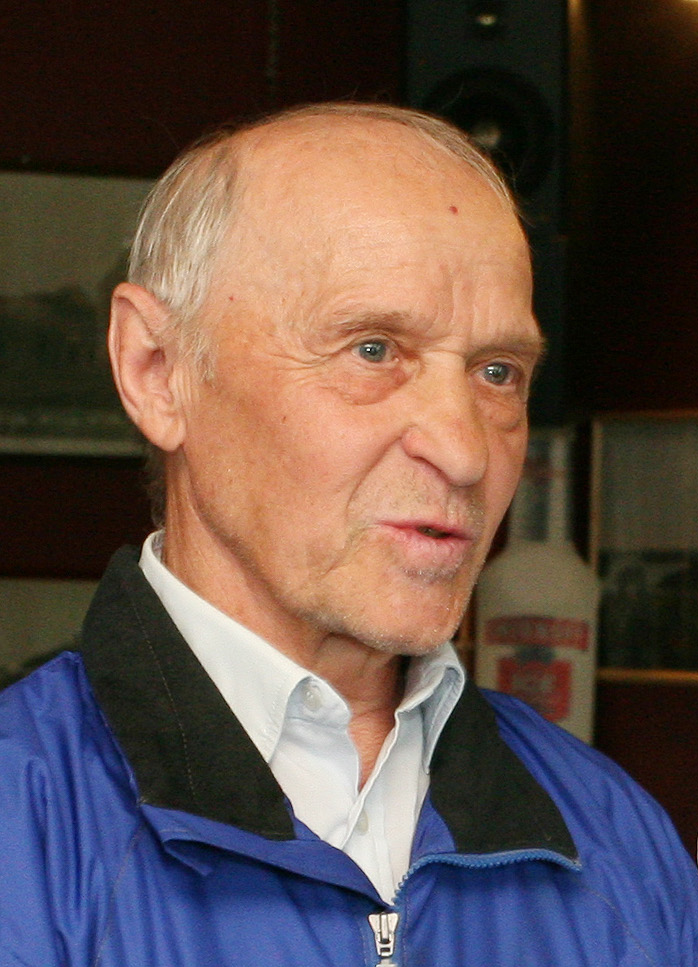
Pawel Koltschin
(1930–2010)

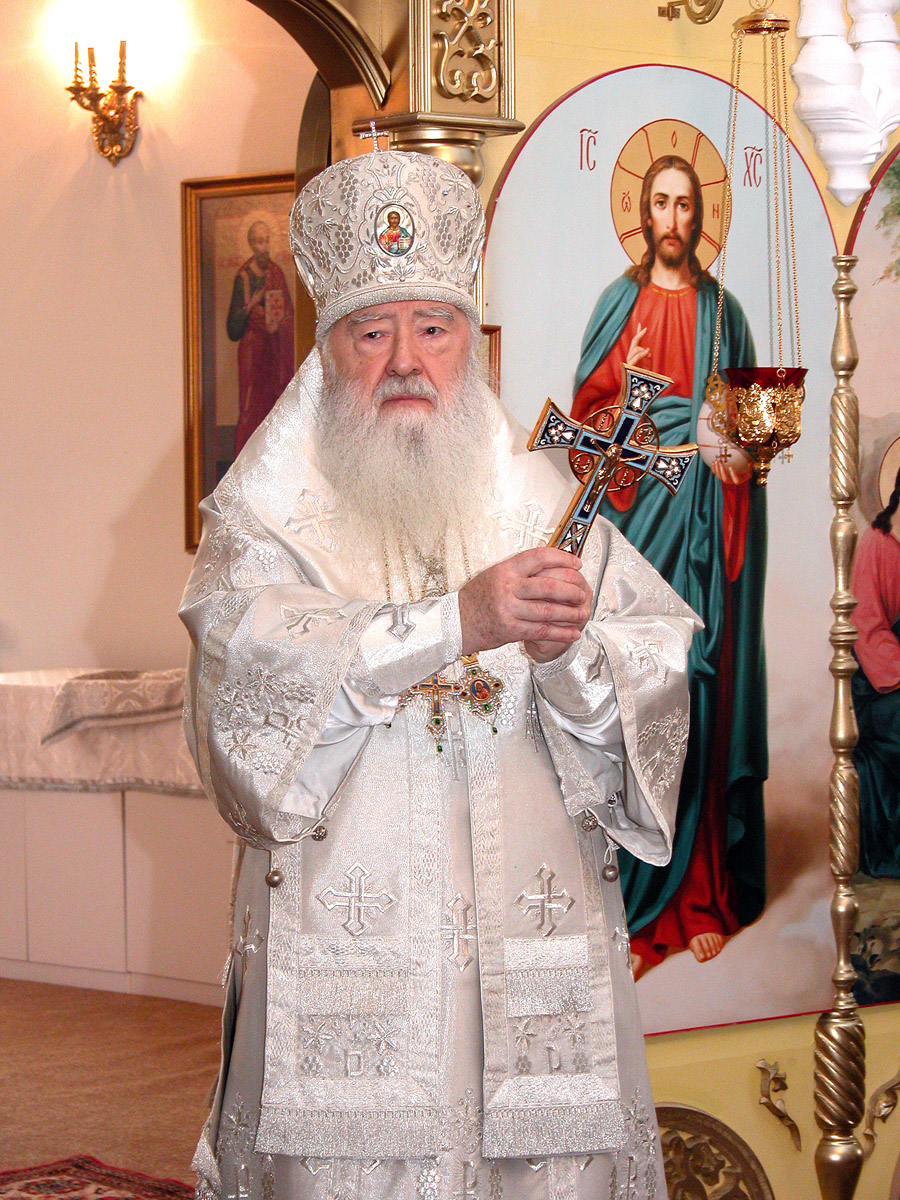
Juwenali Pojarkow
(* 1935)

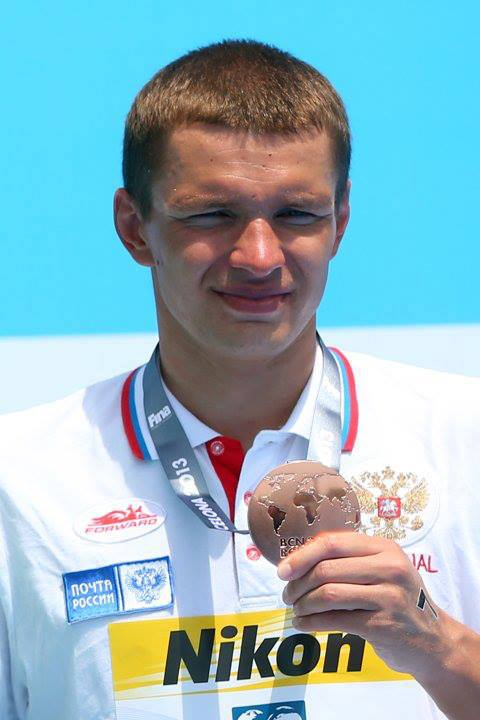
Jewgeni Dratzew
(* 1983)

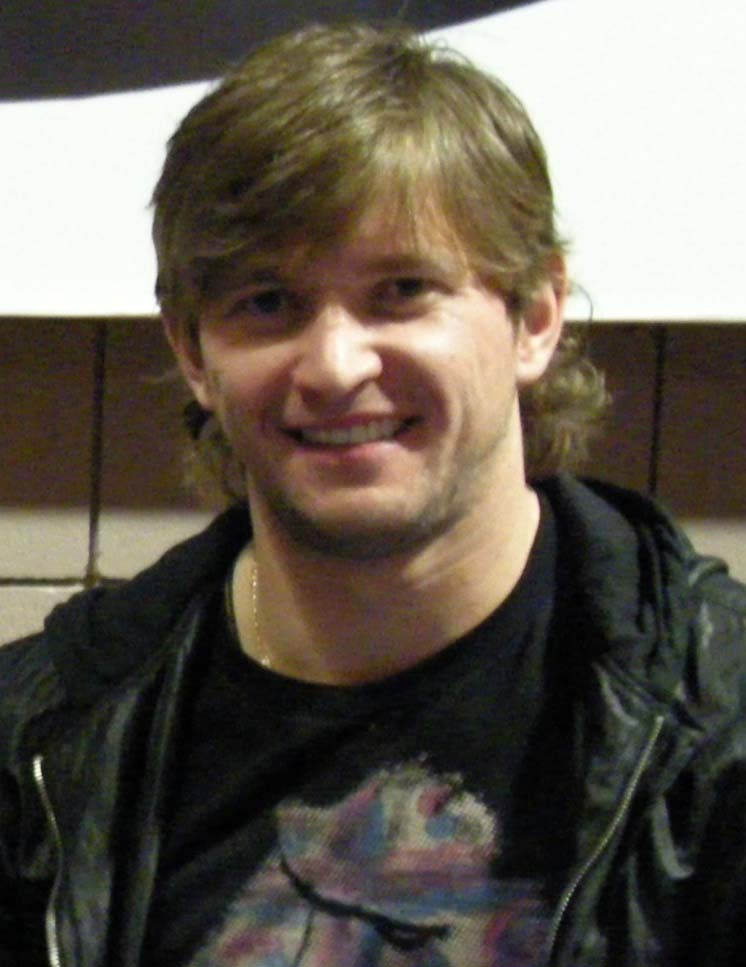
Denis Grebeschkow
(* 1983)

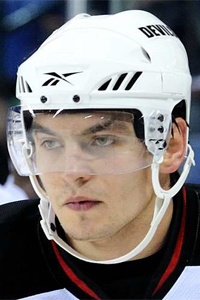
Alexander Wassjunow
(1988–2011)

## Söhne und Töchter der Stadt Jaroslawl
Folgende Persönlichkeiten sind in Jaroslawl geboren. Die Auflistung erfolgt chronologisch nach Geburtsjahr.

### 18. Jahrhundert

#### 1701–1800
- Wassili Maikow (1728–1778), Dichter
- Iwan Dmitrewski (1734–1821), Schauspieler, Übersetzer, Dramatiker und Theaterlehrer
- Semjon Bobrow (* zwischen 1763 und 1765; † 1810), Dichter und Beamter

### 19. Jahrhundert

#### 1801–1900
- Karolina Pawlowa (1807–1893), Dichterin
- Peter von Oldenburg (1812–1881), Prinz aus dem Haus Oldenburg
- Ismail Sresnewski (1812–1880), Philologe, Paläograph, Slawist und Ethnograph
- Alexander Ljapunow (1857–1918), Mathematiker und Physiker
- Liweri Darkschewitsch (1858–1925), Neurologe
- Sergei Ljapunow (1859–1924), Komponist und Pianist
- Konstantin Satunin (1863–1915), Zoologe
- Iwan Sokolow (1867–1947), Metallurg und Hochschullehrer
- Michail Kusmin (1872–1936), Schriftsteller und Komponist
- Leonid Sobinow (1872–1934), Opernsänger
- Boris Ostroumow (1887–1979), Physiker und Hochschullehrer
- Nikolai Newski (1892–1945), Forscher des Brauchtums in Japan und China
- Michail Wiktorow (1892–1938), Oberkommandierender der sowjetischen Seekriegsflotte
- Ilja Oschanin (1900–1982), Sprachwissenschaftler und Sinologe

### 20. Jahrhundert

#### 1901–1950
- Bonifati Kedrow (1903–1985), Philosoph und Wissenschaftshistoriker
- Olga Olgina (1904–1979), russisch-polnische Sängerin[1]
- Tichon Rabotnow (1904–2000), Geobotaniker
- Leonid Bekrenjow (1907–1997), Admiral[2]
- Waleri Borog (1907–2000), Luftfahrtingenieur
- Alexander Dodonow (1907–1994), Pilot und Held der Sowjetunion
- Wiktor Rosow (1913–2004), Dramatiker
- Juri Ljubimow (1917–2014), Schauspieler, Theatergründer und -regisseur
- Soja Abramowa (1925–2013), Prähistorikerin und Hochschullehrerin
- Weniamin Basner (1925–1996), Komponist und Violinist
- Sergei Kalinin (1926–1997), Sportschütze
- Pawel Koltschin (1930–2010), Skilangläufer
- Wadim Tscherwow (1930–2000), Cellist
- Juwenali Pojarkow (* 1935), russisch-orthodoxer Erzbischof
- Oleg Alexandrow (* 1937), Ruderer[3]
- Waleri Tarakanow (* 1941), Skilangläufer
- Walentin Kornew (1942–2016), Sportschütze
- Waleri Wolkow (* 1947), Springreiter[4]

#### 1951–1980
- Wolodymyr Makucha (* 1955), ukrainischer Politiker; Wirtschaftsminister[5][6]
- Natalja Popowa (* 1958), Schwimmerin[7]
- Andrei Chomutow (* 1961), Eishockeytrainer
- Oleg Kisseljow (* 1967), Handballspieler und -trainer
- Alex Sipiagin (* 1967), Jazztrompeter
- Maxim Tarassow (* 1970), Stabhochspringer
- Alexei Kostygow (* 1973), Handballspieler
- Andrei Sadoroschny (* 1973), Mittelstreckenläufer
- Ilja Gorochow (* 1977), Eishockeyspieler
- Alexei Wassiljew (* 1977), Eishockeyspieler
- Wjatscheslaw Posdnjakow (* 1978), Florettfechter
- Alexei Sagorny (* 1978), Hammerwerfer
- Tatjana Andrianowa (* 1979), Mittelstreckenläuferin
- Jelena Groschewa (* 1979), Kunstturnerin[8]
- Iwan Tkatschenko (1979–2011), Eishockeyspieler

#### 1981–1990
- Igor Jemelejew (* 1981), Eishockeyspieler
- Sergei Mosjakin (* 1981), Eishockeyspieler
- Iwan Neprjajew (* 1982), Eishockeyspieler
- Jewgeni Dratzew (* 1983), Langstrecken-Schwimmsportler
- Denis Grebeschkow (* 1983), Eishockeyspieler
- Jekaterina Misulina (* 1984), Politikerin und Aktivistin
- Ljudmila Postnowa (* 1984), Handballspielerin
- Michail Birjukow (* 1985), Eishockeytorwart
- Alexander Galimow (1985–2011), Eishockeyspieler
- Oleg Piganowitsch (* 1985), Eishockeyspieler
- Andrei Kirjuchin (1987–2011), Eishockeyspieler
- Jelena Kostjutschenko (* 1987), Investigativjournalistin
- Sergei Lesnuchin (* 1987), Eishockeyspieler
- Artjom Anissimow (* 1988), Eishockeyspieler
- Mark Bluvshtein (* 1988), kanadischer Schachspieler
- Alexander Lasuschin (* 1988), Eishockeytorwart
- Maksim Maljuzin (* 1988), weißrussischer Eishockeytorwart
- Alexander Wassjunow (1988–2011), Eishockeyspieler
- Ilja Dawydow (* 1989), Eishockeyspieler
- Albert Polinin (* 1989), Eishockeyspieler
- Ljubow Poljanskaja (* 1989), Profi-Triathletin
- Artjom Jartschuk (1990–2011), Eishockeyspieler
- Jewgeni Jerjomenko (* 1990), Eishockeyspieler
- Alexander Schibajew (* 1990), Tischtennisspieler

#### 1991–2000
- Kirill Abrossimow (* 1991), Schwimmer[9]
- Ilja Burow (* 1991), Freestyle-Skier
- Wladimir Tarassenko (* 1991), Eishockeyspieler
- Juri Urytschew (1991–2011), Eishockeyspieler
- Pawel Krotow (1992–2023), Freestyle-Skier
- Pawel Snurnizyn (1992–2011), Eishockeyspieler
- Wladislaw Gawrikow (1995), Eishockeyspieler
- Anastassija Lagina (* 1995), Handballspielerin
- Stanislaw Nikitin (* 1995), Freestyle-Skier
- Pawel Kraskowski (* 1996), Eishockeyspieler
- Anastassija Galaschina (* 1997), Sportschützin
- Iwan Proworow (* 1997), Eishockeyspieler
- Maxim Burow (* 1998), Freestyle-Skier
- Ljubow Nikitina (* 1999), Freestyle-Skierin
- Jekaterina Selenkowa (* 1999), Handballspielerin

### 21. Jahrhundert
- Sofja Alexejewa (* 2003), Freestyle-Skierin
- Wladislaw Schitow (* 2003), Fußballspieler

## Personen mit Beziehung zu Jaroslawl
- Fjodor Wolkow (1729–1763), Theaterregisseur und Amateurschauspieler; gründete das erste Theater in Jaroslawl (heute: Wolkow-Theater)
- Awraam Melnikow (1784–1854), russischer Architekt des Klassizismus und Hochschullehrer; projektierte den Glockenturm der Mariä-Entschlafens-Kathedrale in Jaroslawl
- Zygmunt Szczęsny Feliński (1822–1895), Erzbischof von Warschau; wurde 1863 für 20 Jahre nach Jaroslawl verbannt, wo er die römisch-katholische Pfarrgemeinde aufbaute
- Konstantin Uschinski (1824–1871), Pädagoge, Schriftsteller und Begründer der wissenschaftlichen Pädagogik in Russland; Professor für Jurisprudenz am Jaroslawl-Demidow Juristischen Lyzeum und Redakteur der „Jaroslawl Provinz Gazette“
- Axel von Freytagh-Loringhoven (1878–1942), Jurist und preußischer Staatsrat; ab 1910 Professor für Völkerrecht in Jaroslawl
- Pjotr Baranowski (1892–1984), Architekt und Restaurator; restaurierte die Gebäude des Erlöser-Verklärungs-Klosters in Jaroslawl sowie die dortige St.-Peter-und-Paul-Kirche und den Metropolitenpalast
- Kirill Afanasjew (1909–2002), Architekt, Stadtplaner, Kunsthistoriker, Hochschullehrer und Gründungsmitglied der Union der Architekten der UdSSR; errichtete in den 1930er Jahren Gebäude für das Staatliche Pädagogische Institut Jaroslawl
- Klawdija Gadjutschkina (* 1910), Altersrekordlerin und älteste in Russland lebende Person, wohnt in Jaroslawl
- Juri Andropow (1914–1984), Politiker, von 1967 bis 1982 Vorsitzender des KGB und von 1982 bis 1984 Generalsekretär des Zentralkomitees der KPdSU sowie ab 1983 Vorsitzender des Präsidiums des Obersten Sowjets (Staatsoberhaupt der Sowjetunion); Leiter der Abteilung für Schüler und Studenten im Gebietskomitee des Komsomol in Jaroslawl und Erster Sekretär des Jaroslawler Gebietskomitees des Kommunistischen Jugendverbandes in den 1930er Jahren
- Isaak Jaglom (1921–1988), Mathematiker; 1974 bis 1983 Professor an der Staatlichen Universität Jaroslawl
- Alexander Jakowlew (1923–2005), Politiker; studierte Geschichte am Pädagogischen Institut in Jaroslawl und war Leiter der Abteilung Propaganda bei der örtlichen Parteiorganisation
- Sergei Puskepalis (1966–2022), Schauspieler und Theaterregisseur; leitete von 2009 bis 2010 das Wolkow-Dramentheater in Jaroslawl

## Ehrenbürger von Jaroslawl

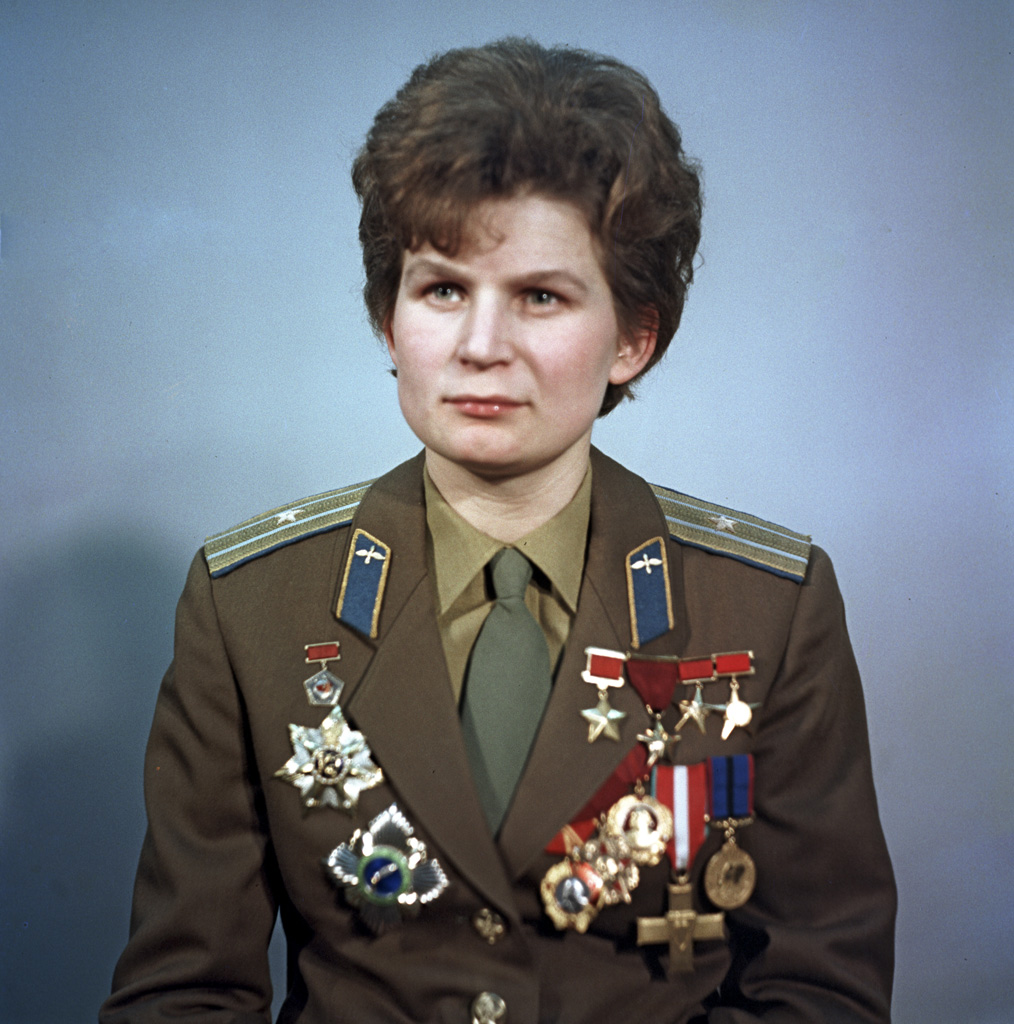
Walentina Tereschkowa
(* 1937)

- Walentina Tereschkowa[10] (* 1937), Kosmonautin, erste Frau im Weltall; ging in Jaroslawl zur Schule und arbeitete in den 1950er-Jahren im Jaroslawler Reifenwerk und in der Textilfabrik Krasny Perekop
- Tichon[11] (1865–1925), Patriarch von Moskau ab 1917; war von 1907 bis 1913 Erzbischof von Jaroslawl

## In Jaroslawl verstorbene Persönlichkeiten
- Nikon (Patriarch) (1605–1681), Patriarch der russisch-orthodoxen Kirche
- Wsewolod Holubowytsch (1885–1939), ukrainischer Politiker
- Semjon Nachimson (1885–1918), Revolutionär
- Minnewali Galijew (1930–2016), Skilangläufer
- Walentin Kornew (1942–2016), Sportschütze
- Pawel Trachanow (1978–2011), Eishockeyspieler